# Diopetes aurivilliusi
Diopetes aurivilliusi är en fjärilsart som beskrevs av Henry Stempffer 1954. Diopetes aurivilliusi ingår i släktet Diopetes och familjen juvelvingar. Inga underarter finns listade i Catalogue of Life.